# Tetri
Il tetri è una frazione della valuta della Georgia, il lari. Fu messo in circolazione nel 1995 e corrisponde a 1/100 di lari.
Il nome tetri ("bianco") fu adottato da un termine che descriveva le monete d'oro, d'argento o di rame nella Georgia antica e medievale.
100 tetri = 1 lari.

Immagini
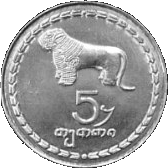
10 tetri
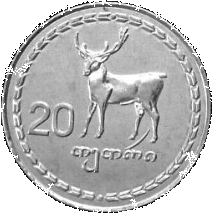
20 tetri
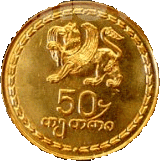
50 tetri